# Franz Philip Kaulen
Franz Philip Kaulen (ur. 20 marca 1820 w Düsseldorf, zm. 11 lipca 1907 w Bonn) – niemiecki teolog katolicki. Od 1880 roku profesor na Uniwersytecie w Bonn. Od 1903 roku członek papieskiej Komisji Biblijnej. Autor prac z dziedziny teologii
.

## Biografia
Ukończył liceum w Düsseldorf. W latach 1846–1849 studiował teologię katolicką i filologię orientalną Uniwersytecie w Bonn. W 1850 roku przyjął święcenia kapłańskie. Od 1880 roku był wykładowcą na Uniwersytecie w Bonn. W 1892 roku został prałatem domu papieskiego, a w 1903 roku członkiem Papieskiej Komisji Biblijnej. Był autorem prac z dziedziny teologii biblijnej. W swoich dziełach biblijnych bronił katolickiej ortodoksji przed wolnomyślicielami i protestantami. 

## Wybrane publikacje
- "Lingu Mandschuric Institutiones" (1875)
- "Die Sprachverwirrung zu Babel" (1861)
- "Librum Jonae exposuit Fr. Kaulen" (1862)
- "Geschichte der Vulgata" (1861)
- "Sprachliches Handbuch zur biblischen Vulgata" (1870)
- "Einleitung in die Heilige Schrift Alten und Neuen Testamentes" (1876–86)
- "Assyrien und Babylonien" (1876)
- "Der biblische Schöpfungsbericht" (1902)
- "Thomas von Villanova, ein Büchlein von der göttlichen Liebe" (1872)

Franz Philip Kaulen był też współredaktorem drugiego wydania dzieła Wetzer-Welte Kirchenlexikon - monumentalnej encyklopedii katolickiej.